# Distretto di Mueang Phang Nga
Il distretto di Mueang Phang Nga (in thailandese: เมืองพังงา) è un distretto (amphoe) della Thailandia, situato nella provincia di Phang Nga, della quale è il capoluogo.